# Brenda, That's All
| Recensione | Giudizio |
| ---------- | -------- |
| AllMusic   | [ 1 ]    |

Brenda, That's All è un album discografico di Brenda Lee, pubblicato dalla casa discografica Decca Records nell'ottobre del 1962.

## Tracce
Lato A
1. I'm Sitting on Top of the World – 2:08 (Sam Lewis, Joe Young, Ray Henderson) – Registrato il 21 maggio 1962 al Columbia Recording Studio di Nashville, TN
2. Fool #1 – 2:22 (Kathryn R. Fulton) – Registrato il 30 agosto 1961 al Bradley Film and Recording Studio di Nashville, TN
3. White Silver Sands – 2:42 (Gladys Hart, Charles (Red) Matthews) – Registrato il 17 maggio 1962 al Columbia Recording Studio di Nashville, TN
4. Just Out of Reach – 2:44 (Virgil F. Stewart) – Registrato il 18 maggio 1962 al Columbia Recording Studio di Nashville, TN
5. Sweethearts on Parade – 2:15 (Carmen Lombardo, Charles Newman) – Registrato il 17 maggio 1962 al Columbia Recording Studio di Nashville, TN
6. It's a Lonesome Old Town (When You're Not Around) – 3:07 (Harry Tobias, Charles Kisco) – Registrato il 21 maggio 1962 al Columbia Recording Studio di Nashville, TN

Lato B
1. Organ Grinder's Swing – 2:24 (Mitchell Parish, Irving Mills, Will Hudson) – Registrato il 29 ottobre 1961 al Bradley Film and Recording Studio di Nashville, TN
2. Gonna Find Me a Bluebird – 2:47 (Marvin Rainwater) – Registrato il 21 maggio 1962 al Columbia Recording Studio di Nashville, TN
3. Why Me? – 2:10 (Bob Beckham, Buzz Cason) – Registrato l'8 marzo 1962 al Columbia Recording Studio di Nashville, TN
4. Valley of Tears – 2:23 (Antoine Domino, Dave Bartholomew) – Registrato il 17 maggio 1962 al Columbia Recording Studio di Nashville, TN
5. Someday You'll Want Me to Want You – 2:35 (Jimmie Hodges) – Registrato il 18 maggio 1962 al Columbia Recording Studio di Nashville, TN
6. You Can Depend on Me – 3:34 (Charles Carpenter, Louis Dunlap, Earl Hines) – Registrato l'8 gennaio 1961 al Bradley Film and Recording Studio di Nashville, TN

## Musicisti
I'm Sitting on Top of the World / It's a Lonesome Old Town (When You're Not Around) / Gonna Find Me a Bluebird
- Brenda Lee - voce
- Grady Martin - chitarra
- Harold Bradley - chitarra
- Ray Edenton - chitarra
- Floyd Craamer - pianoforte
- Boots Randolph - sassofono
- Bob Moore - contrabbasso
- Buddy Harman - batteria
- Anita Kerr Singers - accompagnamento vocale, cori
- Owen Bradley - produttore

Fool #1
- Brenda Lee - voce
- Hank Garland - chitarra
- Grady Martin - chitarra
- Harod Bradley - chitarra basso
- Floyd Cramer - pianoforte
- Boots Randolph - sassofono
- Bob Moore - contrabbasso
- Buddy Harman - batteria
- Anita Kerr Singers - accompagnamento vocale, cori
- Sconosciuti - sezione strumenti ad arco
- Sconosciuti - sezione strumenti a fiato
- Owen Bradley - produttore

White Silver Sands / Sweethearts on Parade / Valley of Tears
- Brenda Lee - voce
- Grady Martin - chitarra
- Harold Bradley - chitarra
- Ray Edenton - chitarra
- Floyd Cramer - pianoforte
- Boots Randolph - sassofono
- Bob Moore - contrabbasso
- Buddy Harman - batteria
- Anita Kerr Singers - accompagnamento vocale, cori
- Owen Bradley - produttore

Just Out of Reach / Someday You'll Want Me to Want You
- Brenda Lee - voce
- Grady Martin - chitarra
- Harold Bradley - chitarra
- Ray Edenton - chitarra
- Floyd Cramer - pianoforte
- Boots Randolph - sassofono
- Bob Moore - contrabbasso
- Buddy Harman - batteria
- Anita Kerr Singers - accompagnamento vocale, cori
- Owen Bradley - produttore

Organ Grinder's Swing
- Brenda Lee - voce
- Hank Garland - chitarra
- Grady Martin - chitarra
- Harold Bradley - chitarra basso
- Floyd Cramer - pianoforte
- Boots Randolph - sassofono
- Charlie McCoy - armonica
- Bob Moore - contrabbasso
- Buddy Harman - batteria
- Sconosciuti - sezione strumenti ad arco
- Anita Kerr Singers - accompagnamento vocale, cori
- Owen Bradley - produttore

Why Me?
- Brenda Lee - voce
- Grady Martin - chitarra
- Ray Edenton - chitarra
- Harold Bradley - chitarra
- Floyd Cramer - pianoforte
- Boots Randolph - sassofono
- Bob Moore - contrabbasso
- Buddy Harman - batteria
- Sconosciuti - sezione strumenti ad arco
- Anita Kerr Singers - accompagnamento vocale, cori
- Owen Bradley - produttore

You Can Depend on Me
- Brenda Lee - voce
- Hank Garland - chitarra
- Grady Martin - chitarra
- Harold Bradley - chitarra basso
- Floyd Cramer - pianoforte
- Boots Randolph - sassofono
- Bob Moore - contrabbasso
- Buddy Harman - batteria
- Sconosciuti - sezione strumenti ad arco
- Anita Kerr Singers - accompagnamento vocale, cori
- Owen Bradley - produttore[3]